# Лейксайд (округ Таррант, Техас)
Лейксайд (англ. Lakeside) — місто (англ. town) в США, в окрузі Таррант штату Техас. Населення — 1649 осіб (2020).

## Географія
Лейксайд розташований за координатами 32°49′19″ пн. ш. 97°29′21″ зх. д. / 32.82194° пн. ш. 97.48917° зх. д. (32.822072, -97.489154).  За даними Бюро перепису населення США в 2010 році місто мало площу 4,02 км², з яких 4,01 км² — суходіл та 0,00 км² — водойми.

## Демографія
Згідно з переписом 2010 року, у селищі мешкало 1307 осіб у 542 домогосподарствах у складі 428 родин. Густота населення становила 326 осіб/км².  Було 568 помешкань (141/км²).
Расовий склад населення:
| - 91,4 % — білих - 1,8 % — чорних або афроамериканців - 0,9 % — азіатів - 0,6 % — корінних американців - 0,2 % — вихідців з тихоокеанських островів - 3,0 % — осіб інших рас |

До двох чи більше рас належало 2,1 %. Частка іспаномовних становила 8,0 % від усіх жителів.
За віковим діапазоном населення розподілялося таким чином: 17,2 % — особи молодші 18 років, 60,3 % — особи у віці 18—64 років, 22,5 % — особи у віці 65 років та старші. Медіана віку мешканця становила 50,0 року. На 100 осіб жіночої статі у селищі припадало 92,5 чоловіків;  на 100 жінок у віці від 18 років та старших — 91,5 чоловіків також старших 18 років.
Середній дохід на одне домашнє господарство  становив 101 197 доларів США (медіана — 80 167), а середній дохід на одну сім'ю — 111 476 доларів (медіана — 90 926). Медіана доходів становила 59 063 долари для чоловіків та 47 813 долари для жінок. За межею бідності перебувало 3,3 % осіб, у тому числі 8,5 % дітей у віці до 18 років та 3,0 % осіб у віці 65 років та старших.
Цивільне працевлаштоване населення становило 842 особи. Основні галузі зайнятості: будівництво — 15,4 %, освіта, охорона здоров'я та соціальна допомога — 15,1 %, виробництво — 12,8 %, науковці, спеціалісти, менеджери — 12,0 %.